# 张继宗
张继宗（1666年—1715年），字善述，号碧城，正一道龙虎宗第五十四代天师。
张继宗2岁继任，由其叔张洪偕摄理教务。康熙18年（1679年），张继宗入京觐见康熙帝。史载，当时有人争夺张天师之位。康熙令张继宗与其人分坛祷雨分别真假，结果张继宗获胜。
| 前任： 张洪任 | 张天师 | 继任： 张锡麟 |